# Megachile pyrenaica
Megachile pyrenaica är en biart som beskrevs av Amédée Louis Michel Lepeletier 1841. Megachile pyrenaica ingår i släktet tapetserarbin, och familjen buksamlarbin. Inga underarter finns listade i Catalogue of Life.